# Płoska (rejon rówieński)
Płoska (ukr. Плоске) – wieś na Ukrainie, w obwodzie rówieńskim, w rejonie rówieńskim.
Do 2020 roku w rejonie ostrogskim.

## Położenie
Dawniej Płoska położona była w gminie Chorów (powiat zdołbunowski), w województwie wołyńskim; wieś należała do parafii Ożenin.

## Historia
Dobra nabyte w 1825 r. od Józefa hr. Ilińskiego przez ks. Marcina Czetwertyńskiego drogą sukcesji w 1827 r. przeszły na ks. Eustachego Czetwertyńskiego (1803-1884).

## Zabytki
- pałac - obiekt zbudowany po 1827 r. przez ks. Eustachego Czetwertyńskiego, który las w pobliżu pałacu zamienił na wielki, gustownie urządzony park. Kolejnym właścicielem dóbr Płoska był jego syn ks. Janusz Czetwertyński[2].